# I Know Who You Are
"I Know Who You Are" es una canción de la banda de adoración contemporánea australiana Planetshakers. Fue lanzado el 11 de mayo de 2016, como sencillo de su álbum en vivo, Overflow:Live (2016). La canción fue escrita por Mitch Wong. Apareció en el EP Momentum (Live in Manila) y también en el álbum en español Sé quién eres tú.

## De fondo
"I Know Who You Are" fue escrita por Mitch Wong y producido por Ian Eskelin, ha estado disponible desde el 11 de mayo de 2016 en todas las plataformas minoristas digitales y de transmisión y se agregó en AC y radio CHR. Después de agregar la canción a la radio, alcanzó el número 30 en el chart Hot Christian Songs por Billboard.

## Video musical
El video musical oficial de la canción fue lanzado el 28 de septiembre de 2016 y ha obtenido más de 410 mil reproducciones hasta enero de 2021.

## Charts
| Chart (2016)                       | Posición alta |
| ---------------------------------- | ------------- |
| US Hot Christian Songs (Billboard) | 30            |

## Historia de lanzamiento
| Región         | Fecha               | Formato         | Etiqueta                                                   | Ref.   |
| -------------- | ------------------- | --------------- | ---------------------------------------------------------- | ------ |
| Estados Unidos | 10 de junio de 2016 | Radio cristiana | - Planetshakers Ministries International - Integrity Music | [ 11 ] |